# 善星
善星比丘（ぜんしょうびく、サンスクリット語：Sunakṣatra パーリ語：Sunakkhatta スナッカッタ 音写：修那刹帝羅、須那呵多、須那察多など他、他訳：善宿、好不害など）は、かつて釈迦仏の弟子だった人。また一説に釈迦仏の実子とも言われる。四禅定を得たが、それを最高の境涯と思い込み涅槃の境涯を否定したので、四禅比丘とも称される。また仏に違背したので阿鼻地獄に堕したといわれる。彼の伝記は南伝と北伝とでは差異があるが、仏に違背した退転者とするのは一致している。

## 人物
テーラガータ1018偈の註によると、ヴェーサリーの離車（リッチャヴィ）族でクシャトリア出身とする。ある期間、仏の侍者だったという。毘尼母経5にも払子（ほっす）で仏を煽ぐ侍者の一人とある。處處経には仏が太子時の嫡子とし、出家して侍者となり8年仕えたとあるが、ディーガ・ニカーヤ6には、3年間従ったとされる。
なお、彼を仏の実子とする説には、釈迦が太子たりし時に妃が三人いて、それぞれ子を一子ずつもうけ、みな後に仏弟子となったといわれる。すなわち以下の通りになる。
1. 第一妃瞿夷との間に優波摩那（ウパマナ）を生む
2. 第二妃耶輸陀羅との間に羅睺羅（ラーフラ）を生む
3. 第三妃鹿野との間に善星（スナッカッタ）を生む

これは、法華玄賛に「又経云。仏有三子。一善星。二優婆摩耶。三羅睺羅。故涅槃云。善星比丘菩薩在家之子」とあり、日寛の題目抄文段にも、「一、善星比丘等文。この下は解を簡んで信を嘆ずるなり。「善星比丘」は仏の菩薩の時の御子なり。仏に三子あり。第一は善星比丘。即ちこれ第三の夫人、釈長者の女鹿野が子なり。第二は優婆摩耶。即ちこれ第一の夫人、水光長者の女瞿夷の子なり。第三は羅睺羅。即ちこれ第二の夫人、移施長者の女耶輸の子なり。これはこれ善悪無記を表するなり。故に善星は羅雲（羅睺羅）の庶兄なり。善星を生ずる時、鹿野は猶妾の如し。故に涅槃の会に「羅雲の庶兄」というなり。これ則ち年、羅雲より長ずる故に兄というなり」と著されている。
しかし、善星を仏の実子とするのは、北伝（大乗）仏教の経典・文献にのみ見られる説であり、南伝（上座部）仏教の文献などには見当たらないとされる。

## 反逆者
南伝の文献ディーガ・ニカーヤ24には、彼は Bhaggavagotta遊行僧の所へ行き「我、いま世尊を捨てたり。今後は世尊の梵行を修せず」と語った。後にその遊行僧が仏に会ってその話を聞くと「それは、彼が私に神通を示し給えと懇請したが、我はこれを許さなかったので、彼はこれを怒って去ったのだ」と語った（ちなみに、この遊行僧は仏門には帰依しなかったが、仏を信じた一人となったという）。またある時 Bumuu の Uttarakaa 街に行乞した時、彼はある犬戒行者を見て「これこそ真の阿羅漢なり」と言って、仏より叱責された。また別の文献には、彼は還俗してヴェーサリーに戻り、「沙門ゴータマの法には超人の法ではない」などと悪口（あっく）した。これを舎利弗が伝え聞き仏に報告すると、仏は「善星は Kora-Khattiya の教えに帰依した。Kora-Khattiya は苦行派の一種であり、それでは真の悟りを得ることは無い」と教下した。これらの伝記ゆえかManorathapuraani701には、彼を退転者の例として挙出する。
北伝、つまり大乗仏教でも、彼は仏に違背した人物として紹介されることが多い。大智度論100では「悪弟子須那刹多羅等少因縁、故作弟子欲於仏所取財法」、十住毘婆沙10でも「須涅叉多羅、悪心堅牢難化不信仏語」とある。
特に大乗の大般涅槃経では、彼を一闡提（仏やその法を不信する、断善根の人）とし、彼について詳しく書かれている。
善星は、十二部経を受持読誦し四禅定を獲得したが、悪友である苦得外道（くとくげどう）に親近したために、四禅定を失い邪見を起し「仏無常なり、法も無常なり、涅槃もまた無常なり。衆生の煩悩と解脱には因果の理法はない」などと、仏の教えを否定するようになった。苦得外道はジャイナ教（六師外道の一、尼乾子＝にけんし等ともいう）の教徒である。善星比丘はこの苦得に近親した。
善星は「苦得こそ真の阿羅漢」と言うと、仏は「苦得は阿羅漢に非ず」といった。善星は「世尊は証悟しているのに苦得に嫉妬するのですか」、仏「苦得が羅漢でない証拠に、彼は7日後に命終し、食吐鬼（じきとき、餓鬼の一種）になり同学の者がその屍を寒林に運んで置くだろう」と予言した。善星はこれを聞いて苦得にこの件を告げ食事に注意するように促した。これを聞いた苦得は断食して6日経ち、7日目に安心して黒蜜を食べて冷水を飲むと、腹痛を起こして命終した。そして同学の者が苦得の屍を寒林に運んで置いた。善星は苦得が死んだのを聞いて寒林に行くと、苦得は食吐鬼となり身を低くしうずくまって屍の側にいた。善星は苦得に事の顛末を聞くと、苦得は「釈迦仏の言ったのは本当である。善星よ、お前はなぜ仏の言を聞けないのか。もし信じなかったら私と同じようになるだろう」と言った。しかし善星は仏所に赴き「苦得は命終して三十三天に転生した」といった。仏は「悟りを得た羅漢が六道の天界に輪廻することはない、なぜ嘘をつくのか」と叱責すると、彼は「苦得は三十三天に生ぜず、食吐鬼となりました」と認めた。しかし善星はなおも「世尊の言はすべて不信である」と言い張った。
釈迦仏は、大衆に向かってこの話を教下し「我は善星が為に真実の法を説くも、彼は信受する心なし。彼は十二部経を読誦し四禅を得るも、悪友に親近して四禅を失い邪見を生じた。汝らがもし如来の真実語を不信するなら、彼は尼連禅河（にれんぜんが、ナイランジャナー河）にいるから、共に行って見るがよい」と言った。釈尊は迦葉菩薩らと共に赴いた。すると善星は釈尊を見つけると悪心を生じて、生身のまま阿鼻地獄に堕したという。
なお、仏は弟子より「世尊はなぜ善星の出家を聴許したのですか？」との問いに、「我は決して彼の非道を傍観したのではなく、善星には真に憐憫している。彼を羅睺羅や釈迦族の他の王子と同様、出家せしめなければ、彼は王位を継ぎ、その権力を縦に振るい仏法を破壊したであろう。しかし彼は出家した為に結局、今生においては善根を断ってしまったが、将来において持戒修禅の善因を生じ成仏することができる」と説いている。